# Moritz Wagner (Naturforscher)

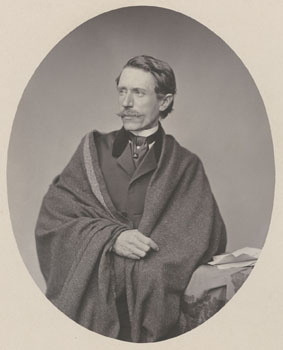
Moritz Wagner

Moritz (Moriz) Friedrich Wagner (* 3. Oktober 1813 in Bayreuth; † 31. Mai 1887 in München) war ein deutscher Reisender, Geograph und Naturforscher.

## Leben
Moritz Wagner wurde als Bruder des Physiologen Rudolf Wagner geboren und besuchte zwischen 1833 und 1836 die Universitäten Erlangen und München.
Zwischen 1835 und 1838 hielt sich Wagner zweimal in Algerien auf, und von 1842 bis in den Herbst 1844 bereiste er die Küstenregionen des Schwarzen Meeres, Südrüssland (Krim), Ossetien, Mingrelien (im heutigen Georgien), Armenien, Kurdistan, das Hochland Anatoliens und Teile des nordwestlichen Persiens. Seine Reisen im südrussisch-türkisch-iranischen Raum wurden größtenteils von der Berliner Akademie der Wissenschaften finanziert, und Wagner publizierte die Ergebnisse – eher in populärer als in strikt wissenschaftlicher Form – in zahlreichen Büchern und Zeitschriftenartikeln, teils auch schon in Korrespondenzen an die Augsburger Allgemeine Zeitung.
Von 1852 bis 1855 war er mit Carl Scherzer in Mittel- und Nordamerika sowie in der Karibik unterwegs. 1857 ging er nochmals nach Amerika und erforschte bis 1860 die Anden von Panama bis Ecuador.
Auf seinen Forschungsreisen durch Mittel- und Südamerika legte Wagner umfangreiche naturhistorische Sammlungen an. So hatte er ein besonderes Interesse an der Erforschung der Fischfauna und legte eine umfangreiche Fischsammlung an. Großteile des Materials, das er während seiner ersten Reise gesammelt hat, gingen jedoch aufgrund der schlechten Konservierung bereits unterwegs verloren. Das verbliebene Sammlungsmaterial wurde durch ein schweres Erdbeben am 16. April 1854 in San Salvador zerstört. Die zweite Reise in den Jahren 1858/1859 führte Wagner nach Panama und Ecuador. Wagner geht in dem Bericht über seine zweite Forschungsreise genauer auf die Orte, Flüsse oder Einzugsgebiete ein, an denen er gesammelt hat. Teilweise finden sich in dieser Arbeit auch nähere Angaben zu Typusfundorten der von Rudolf Kner 1863 aus der Sammlung Wagner beschriebenen neuen Fischarten.

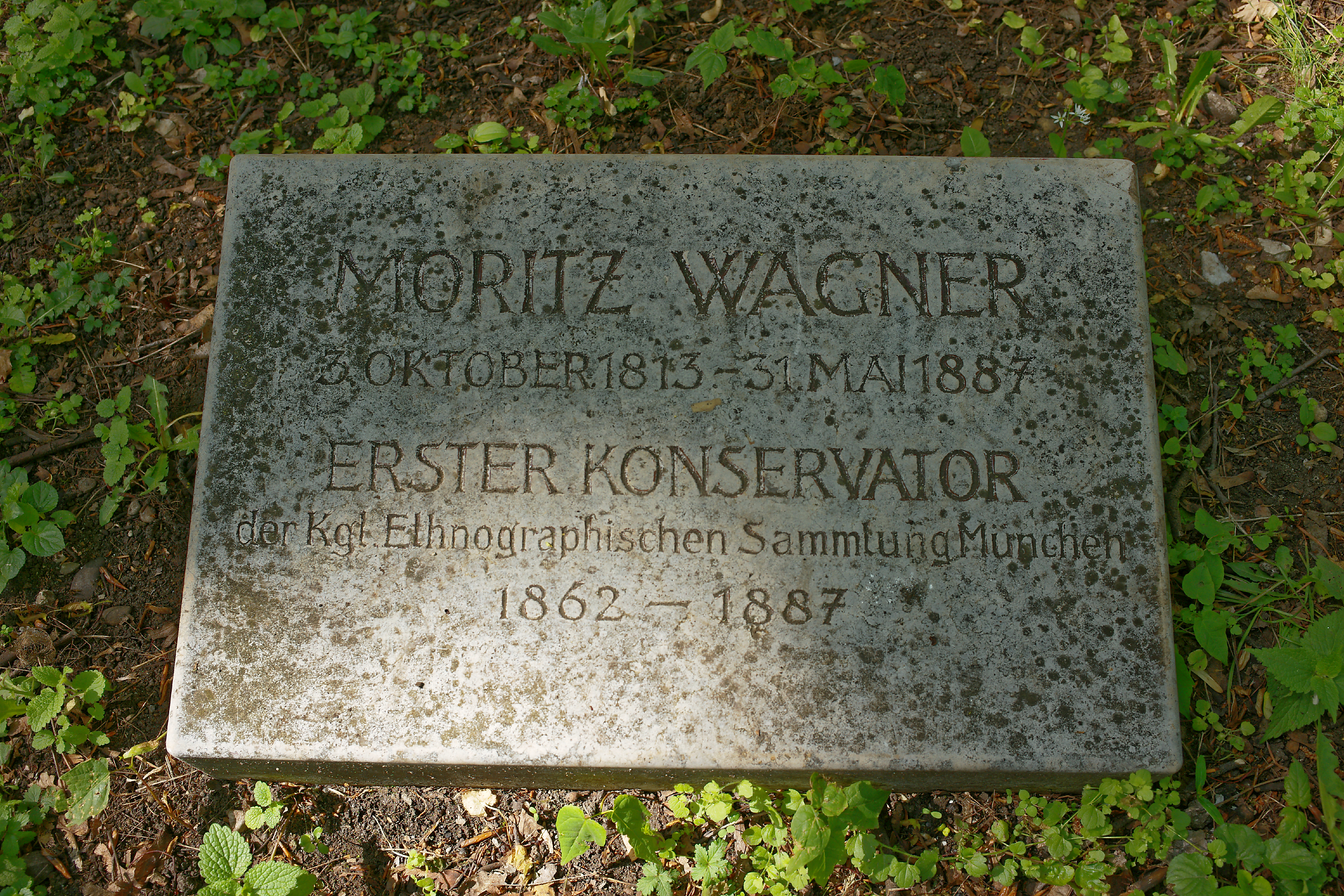
Grab am Münchner Nordfriedhof

1860 wurde er Mitglied der Leopoldina. 1862 wurde er außerordentliches Mitglied der Bayerischen Akademie der Wissenschaften. 1862 wurde Wagner Honorarprofessor für Geographie und Ethnographie an der Universität München. Als 1862 die ethnographischen Sammlungen des Staates vereinigt wurden, gab man Wagner die Stelle eines Konservators (Direktors) mit 800 Gulden Gehalt. Wesentlich seinen Bemühungen ist der Ankauf Siebold’scher, Schlagintweit’scher u. a. Sammlungen zu danken, aus denen seit 1867 das königl. Ethnographische Museum hervorgegangen ist.
In seinem letzten Werk Die Entstehung der Arten durch räumliche Sonderung wurde erstmals der später so genannte Gründereffekt beschrieben.
Wagner starb am 31. Mai 1887 in München durch Suizid.

## Schriften
- Reisen in der Regentschaft Algier in den Jahren 1836, 1837 und 1838. 3 Bde. Leipzig 1841.
- Der Kaukasus und das Land der Kosaken. 2 Bde. Leipzig 1847.
- Reise nach dem Ararat und dem Hochlande Armeniens. Stuttgart 1848.
- Reise nach Kolchis und nach den deutschen Colonien jenseits des Kaukasus. Arnoldische Buchhandlung, Leipzig 1850 (Digitalisat in der Google-Buchsuche)
- Reise nach Persien und dem Lande der Kurden. 2 Bde. Leipzig 1851.
- mit Carl Scherzer: Reisen in Nordamerika in den Jahren 1852 und 1853. Arnoldische Buchhandlung, Leipzig 1854, Erster Band (Digitalisat); Zweiter Band (Digitalisat); Dritter Band (Digitalisat)
- Die Republik Costa-Rica. Leipzig 1856.
- Über die hydrographischen Verhältnisse und das Vorkommen der Süßwasserfische in den Staaten Panama und Ecuador (= Abhandlungen der königlich bayerischen Akademie der Wissenschaften, II Classe 10, I Abt.). München 1864 (Digitalisat).
- Moriz Wagner: Die Darwinsche Theorie und das Migrationsgesetz der Organismen, Leipzig 1868 (Digitalisat in der Google-Buchsuche).
- Moriz Wagner: Naturwissenschaftliche Reisen im tropischen Amerika, Stuttgart 1870 (Digitalisat).
- Über den Einfluß der geographischen Isolierung und Kolonienbildung auf die morphologischen Veränderungen der Organismen. München 1871.
- Moriz Wagner: Die Entstehung der Arten durch räumliche Sonderung. Gesammelte Aufsätze von Moriz Wagner, gest. den 30. Mai 1887. Basel 1889 (hrsg. von seinem Neffen Moriz Wagner) (Digitalisat).